# Daniel Xavier
Daniel Xavier, född 31 augusti 1982, är en brasiliansk bågskytt. Han deltog vid olympiska sommarspelen 2012 och olympiska sommarspelen 2016.